# Randverský záliv
Randverský záliv (estonsky Randvere laht či Muuga laht) je záliv Baltského moře na severu Estonska mezi Viimským a Ülgaským poloostrovem. Poloostrov Viimsi odděluje záliv od Talinnského zálivu. Na pobřeží leží město Maardu a obce Randvere, Muuga a Uusküla.
Pětimetrová mělčina se táhne 900–1100 metrů od pobřeží. Průměrná hloubka zálivu je 20 metrů, maximální 30 metrů. Do zálivu vtéká řeka Kroodi.
V obci Muuga byl postaven v roce 1986 přístav. V blízkosti města Maardu se nacházela chemická továrna, která znečišťovala záliv. Po jejím uzavření se kvalita vody zlepšila.